# Andreas Baum (Politiker)

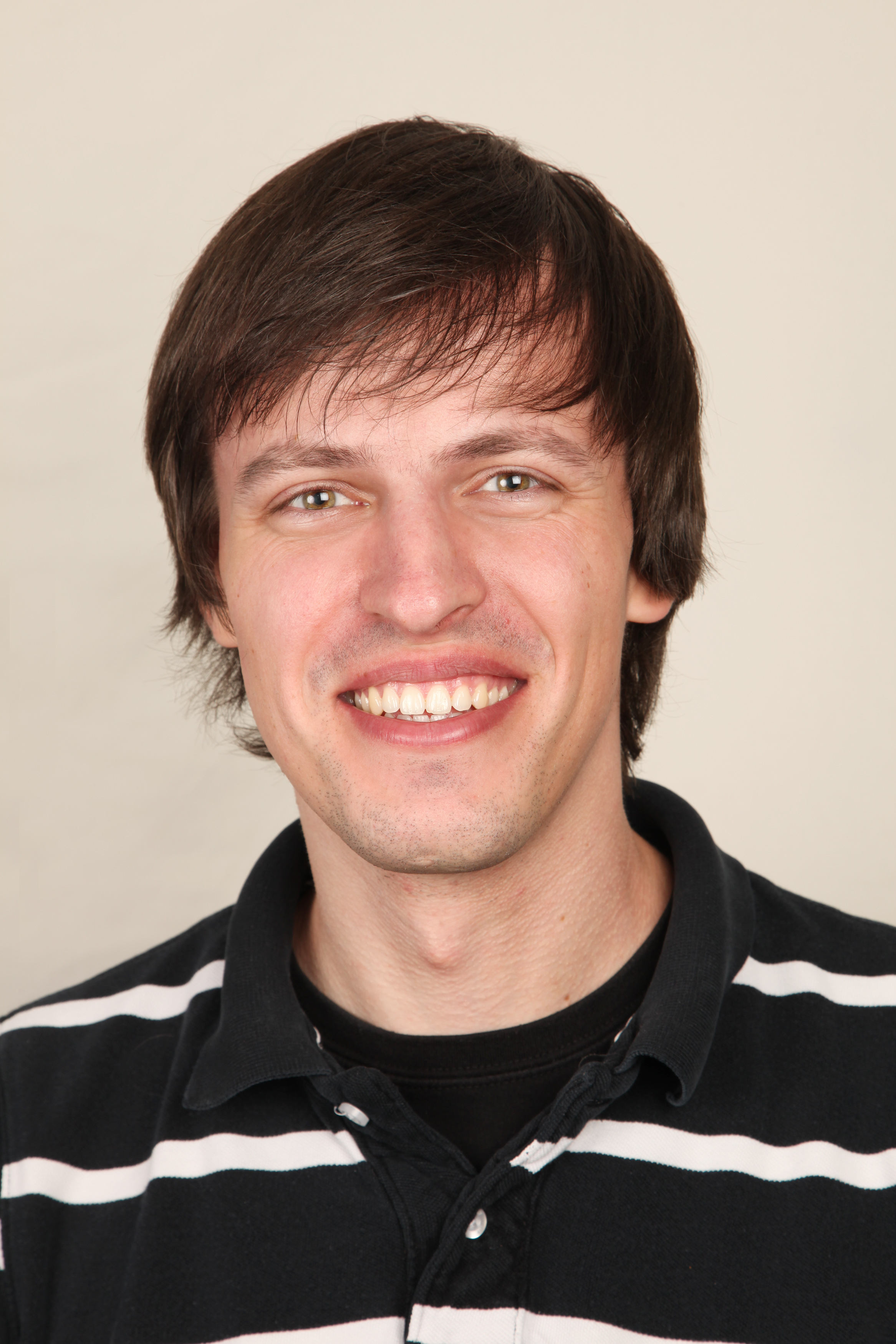
Andreas Baum (2010)

Andreas Baum (* 5. Juli 1978 in Kassel) ist ein deutscher Politiker (ehemals Piratenpartei Deutschland) und Journalist.

## Leben
Baum wuchs im nordhessischen Kassel auf. Nach einem Schulabschluss mit Fachhochschulreife absolvierte er dort eine Ausbildung zum Industrieelektroniker. Nachdem Baum ab 2000 ein Semester Medieninformatik in Siegen studiert hatte, arbeitete er drei Jahre lang für die Deutsche Telekom in Nordrhein-Westfalen. Seit 2003 ist Baum in Berlin wohnhaft und war bis zum 9. Oktober 2011 – zuletzt als Teilzeitkraft – im technischen Service eines Telekommunikationsunternehmens beschäftigt.

## Politischer Werdegang
Andreas Baum engagierte sich im Arbeitskreis Vorratsdatenspeicherung und zählte 2006 zu den Mitgründern der Piratenpartei Deutschland. Von 2008 bis 2011 war er Vorsitzender des Berliner Landesverbandes der Partei.
Bei der Wahl zum Berliner Abgeordnetenhaus am 18. September 2011 wurde er als Spitzenkandidat seiner Partei in das Abgeordnetenhaus von Berlin gewählt. Zeitgleich kandidierte Baum auch zur Wahl der Bezirksverordnetenversammlung (BVV) Mitte. Am 27. September 2011 wurde er zum Fraktionsvorsitzenden der Piraten im Berliner Abgeordnetenhaus gewählt. Bei einer Sondersitzung der Piratenfraktion in Berlin am 22. Juni 2012 wurde Baum zusammen mit Christopher Lauer zum Fraktionsvorsitzenden gewählt. Bei der darauffolgenden Wahl am 11. Juni 2013 trat Baum nicht erneut an. Er war Mitglied im Hauptausschuss, Sportausschuss und Unterausschuss Haushaltskontrolle und verkehrs-, sport- und queerpolitischer Sprecher der Fraktion. Am 10. September 2015 trat er aus der Piratenpartei aus. 2016 schied er aus dem Abgeordnetenhaus aus.

## Journalismus
Im Jahr 2018 war Baum am Radmesser-Projekt des Berliner Tagesspiegel beteiligt, das Team wurde dafür mit dem Deutschen Reporterpreis 2018 in der Kategorie Datenjournalismus ausgezeichnet. Seit 2019 ist er als Freier Mitarbeiter für das neu gegründete „Tagesspiegel Innovation Lab“ tätig.

## Auszeichnungen
- 2018: Deutscher Reporterpreis in der Kategorie Datenjournalismus für Radmesser (Der Tagesspiegel), zusammen mit Fabian Altenried, Michael Gegg, Jakob Kluge, Hendrik Lehmann, David Meidinger, Hannes Soltau und Helena Wittlich

- 2019: Deutscher Reporterpreis in der Kategorie Datenjournalismus für „Wer profitiert vom Berliner Mietmarkt?“ (Der Tagesspiegel), zusammen mit Lubena Awan, Michael Gegg, Sidney Gennies, Hendrik Lehmann, David Meidinger und Helena Wittlich[11]